# 長劍 (歐洲)
长剑（longsword，也有long sword或者long-sword）也可称为一手半剑（hand and a half sword），是一種歐洲劍具，典型特征是有十字形护手，剑柄够长，可以双手持也可单手持的双刃直剑，一般长度为90至110（35至43英寸）。在欧洲出现时间为13-17世纪，最盛行年代为中世纪晚期和文艺复兴时期（约1350至1550年）。

## 和变种剑的关系
它和变种剑（Bastard sword）的关系扑朔迷离。Joseph Swetnam说变种剑的长度介于短剑和长剑之间，Randall Cotgrave的定义也差不多，某本字典显示了épée bâtarde的定义是“一把短的或至少是不够长的剑”。法语的和英语的bastard sword起源于15-16世纪，一开始是指所有“非正规的，起源不明的剑”，但有证据表明到了16世纪中期却开始指所有特别长的剑。
亨利八世组织的“防御大师”比赛于1540年举办时，它把“双手剑”和“杂种剑”分成两种武器。尽管还有一些证据可表明杂种剑用来表示比较短的剑，19世纪的文物藏品表明了“杂种剑”毫无岐义地指的是很大的剑。
近代早期德语里长剑和短剑这两个词，据15世纪的手册表明并不是代表武器，而是代表双手用剑，还是一手持剑柄一手持剑身（类似于“牙突”）的技巧。直到16世纪晚期才是指代的一种剑。当代的长剑（"long-sword"）一词是在21世纪随着古德国流击剑术复兴才出现的，是翻译自德语。
"一手半剑"一词出现得晚得多，要到19世纪晚期才出现。指的是既能单手用也能双手用的剑。在20世纪前半，"杂种剑"经常指的是这种剑，而"长剑"（long sword或long-sword）即使使用过，也都指的是文艺复兴到近世时使用的刺剑。